# Apèndix vermiforme
En l'anatomia humana, l'apèndix (o, més concretament: apèndix vermiforme o apèndix cecal) és un òrgan vestigial de l'intestí humà format per un tub cec, connectat al cec, del qual es desenvolupa durant l'embriogènesi. L'apèndix és a prop de la unió de l'intestí prim amb l'intestí gros (vàlvula ileocecal). El mot «vermiforme» prové del llatí i significa «amb forma de cuc».